# Annika Hoydal
Annika Hoydal (født 19. november 1945) er en færøsk sangerinde, komponist og skuespillerinde.

## Opvækst og karriere
Hun er født i den færøske hovedstad Tórshavn som datter af forfatteren Karsten Hoydal og Marie Louise Hoydal, født Falk-Rønne, og hun har tre brødre: Gunnar, Kjartan og Egil. Hun er opvokset nogle år i Sydamerika. Senere boede hun også i Spanien og Skotland. I 1973 blev hun færdiguddannet som skuespillerinde på Statens Teaterskole, men allerede 1966 debuterede hun med gruppen Harkaliðið som sangerinde på Færøerne.
I dag bor hun i København og er kendt i hele Norden. Hendes forbindelse til Færøerne er stærk. Det færøske er udgangspunkt i hendes værk. Hun er især beundrer af William Heinesen, og pladen Til børn og vaksin fra 1975 med børnesange fra Hans Andrias Djurhuus hører blandt de færøske klassikere. De fleste tekster, hun synger, stammer fra broderen Gunnar Hoydal, som er en vigtig digter på Færøerne. Annika Hoydal deltog i Dansk Melodi Grand Prix 1979 med sangen "Aldan" ("Bølgen"), som hun selv har komponeret, og hendes bror Gunnar Hoydal har skrevet tekst til. Sangen blev nummer fire.
Politikeren Høgni Hoydal er Annika Hoydals nevø.

## Diskografi
- Harkaliðið 1 (1967)
- Harkaliðið 2 (1968)
- Harkaliðið 3: Vind op i rå (1969)
- Harkaliðið 4: Harkaliðið  (1972)
- Til Børn og Vaksin (1975, tekster fra Gunnar Hoydal og Hans Andrias Djurhuus)
- Annika og Jógvan (1977)
- Mit Eget Land (1981)
- Spor i Sjónum / Spor i Vandet (1983)
- Harkaliðið 5: Mjólkavegurin (1985)
- Harkaliðið 6: Nýtt Grovt og Gamalt  (1986)
- Dulcinea (1991)
- Havið / The Ocean (1997)
- Stjerner mine venner (2000, tekster af William Heinesen)

## Filmografi
- Violer er blå (1975) – Suzanne

## Hæder
- 2016 - Vandt en Faroese Music Award i kategorien Årets musikæder.[2]
- 2016 - Vandt en Faroese Music Award i kategorien Årets kvindelige eller mandlige sanger - Folk, Country og Blues.
- 2016 - Vandt en Faroese Music Award for Årets udgave for albummet Endurljós.